# Multiviral (canción)
«Multiviral» es una canción del dúo puertorriqueño Calle 13. 
Fue grabada en junio de 2013, con la participación de René Pérez, Eduardo Cabra, Julian Assange (fundador de Wikileaks), Tom Morello (guitarrista de Rage Against the Machine) y la cantante Kamilya Jubran.
René Pérez pidió la colaboración de Julian Assange, ya que comparte su posición contra la censura y la manipulación de la información de los medios, a los que hace referencia la letra de la canción.
Multiviral cuenta con las voces de René Pérez, Kamilya Jubran y unas estrofas recitadas por Assange.
El activista y editor Julian Assange, se encuentra refugiado desde hace más de un año en la embajada de Ecuador en Londres para evitar una orden de extradición a Suecia.
El videoclip de Multi_Viral fue dirigido por Kacho López y producido por Zapatero Films, y fue filmado en las ciudades palestinas de Belén y Beit Sahour. Cuenta la historia de un grupo de jóvenes palestinos que transforman un fusil de asalto AK-47 en una guitarra. El video fue apoyado por Amnistía Internacional de Venezuela, por el esfuerzo de la banda Calle 13 de erradicar la violencia.

## Galería

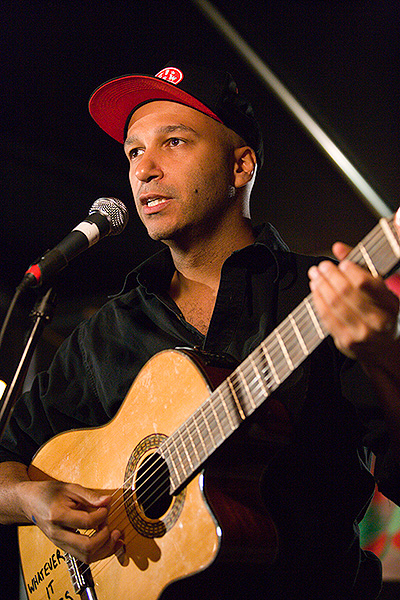
Tom Morello en 2006.
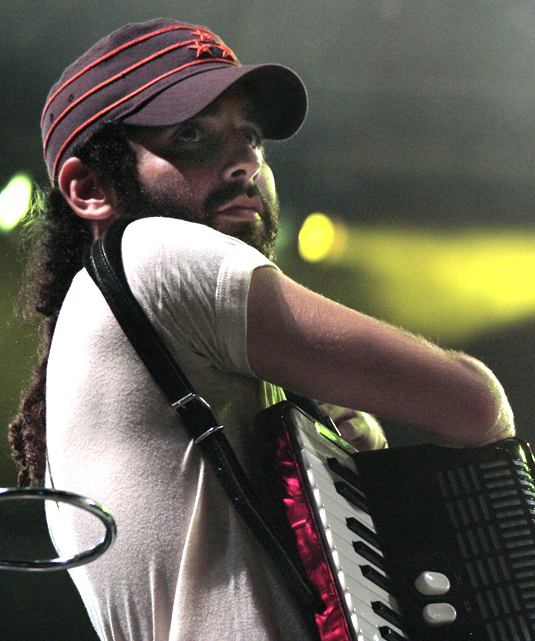
Eduardo Cabra en 2007.
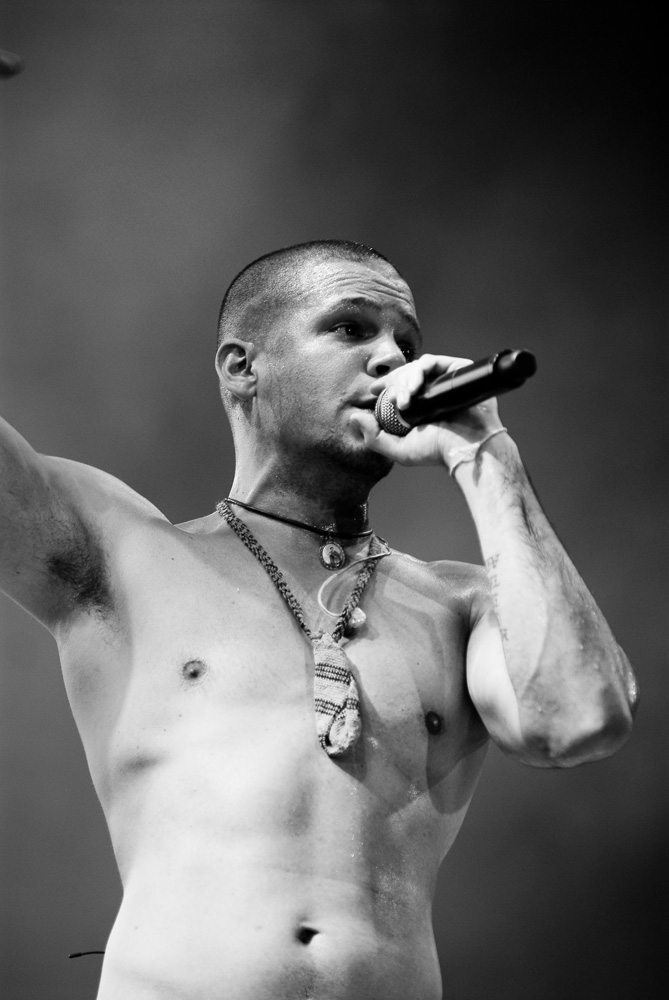
René Pérez en 2009.
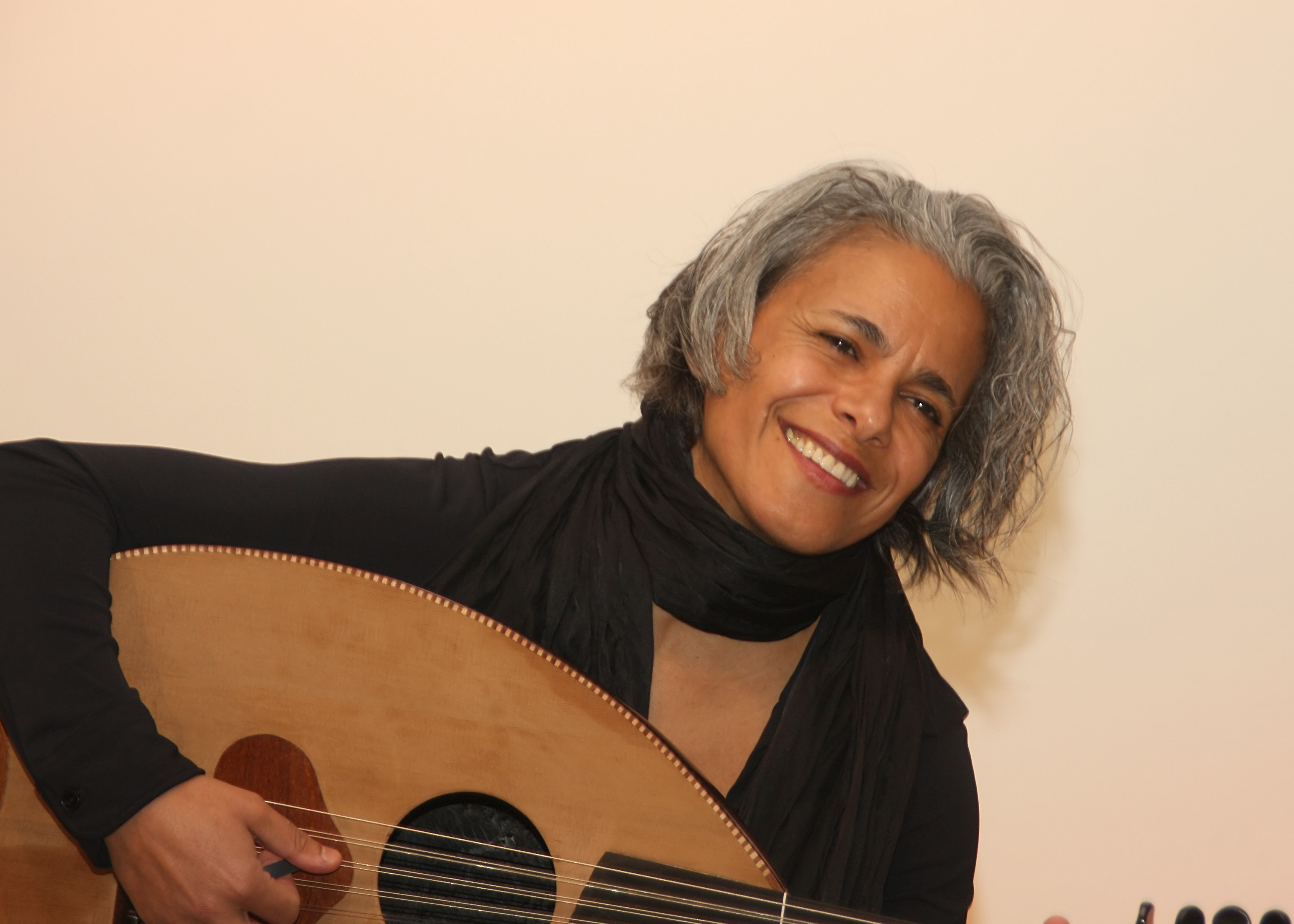
Kamilya Jubran en 2009.
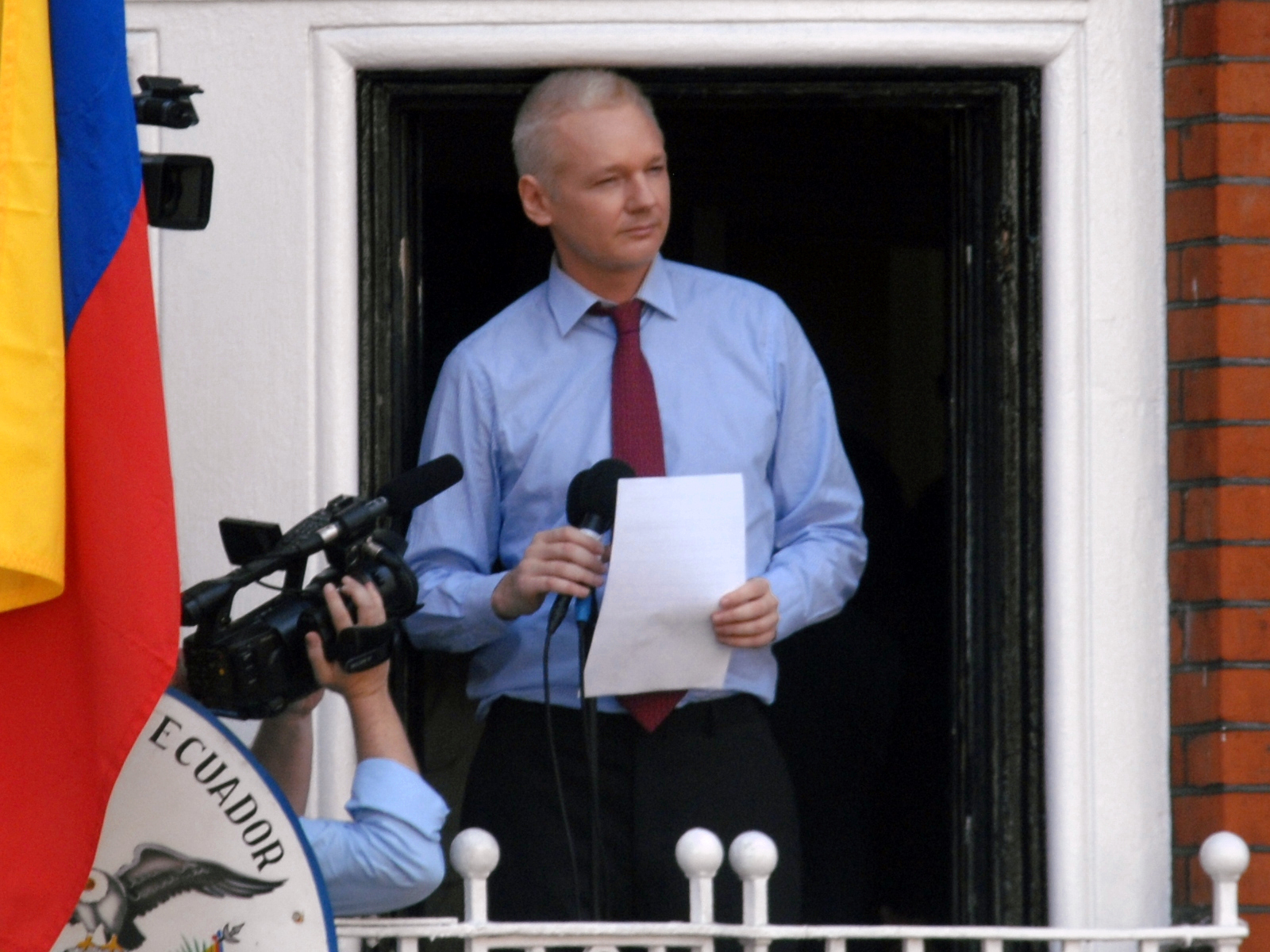
Julian Assange en 2012.